# Поліцеймако Михайло Семенович
Михайло Семенович Поліцеймако (7 квітня 1976, Москва, РРФСР) — російський актор та телеведучий.
Народився 7 квітня 1976 в сім'ї акторів Марії Поліцеймако і Семена Фаради. Онук Віталія Поліцеймако.
Навчався в школі з математичним ухилом. Закінчив музичну школу по класу фортепіано.
У 1997 році закінчив РАТІ (ГИТИС) (майстерня О. Бородіна). У тому ж році був прийнятий в трупу Російського академічного Молодіжного театру (РАМТ).
Вперше знявся в кіно у восьмирічному віці — у фільмі "Що таке «Єралаш».
Працює на телебаченні: — Ведучий програми «Зарядка для країни» (7ТВ); — Ведучий «Ранок на НТВ», — Ведучий на телеканалі «Домашній».

## Громадянська позиція
Внесений до бази сайту «Миротворець»: за свідоме порушення Державного кордону України з метою проникнення в захоплений російськими окупантами Крим; за участь в пропагандистських заходах Росії (країна-агресор) проти України; за участь в спробах легалізації окупації АР Крим російськими загарбниками; за незаконну гастрольну діяльність на території окупованого Росією Криму.

## Вибрана фільмографія

### Кіно
| Рік  | Фільм                     | Оригінальна назва              | Роль             |
| ---- | ------------------------- | ------------------------------ | ---------------- |
| 2001 | Даун Хаус                 | рос. Даун Хаус                 | Дмитрович        |
| 2008 | День радіо                | рос. День радио                | кореспондент     |
| 2009 | ЛОпуХИ                    | рос. ЛОпуХИ: Эпизод первый     | Карліто Бріганте |
| 2012 | Ржевський проти Наполеона | рос. Ржевский против Наполеона |                  |

### Телебачення
| Рік початку участі | Рік закінчення участі | Серіал               | Оригінальна назва       | Роль            | Кількість серій |
| ------------------ | --------------------- | -------------------- | ----------------------- | --------------- | --------------- |
| 2006               |                       | Російський переклад  | рос. Русский перевод    | Фікрет Гусейнов |                 |
| 2006               |                       | Хто в домі господар? | рос. Кто в доме хозяин? | Режисер         | 1 серія         |